# 김남길
김남길(金南佶, 1980년 3월 13일 ~ )은 대한민국의 배우이며 연기 전공으로 1999년과 2001년 두 번 대학에 입학했으나 개인사정 때문에 그만뒀고 KBS 공채 20기와 SBS 공채 10기 탤런트 시험에서 낙방한 뒤 MBC 공채 탤런트 31기로 데뷔했다.

## 학력
- 서울고일국민학교 졸업
- 고덕중학교 졸업
- 한영고등학교 졸업
- 사이버한국외국어대학교 중국어학 재학

## 연기 활동

### 영화
| 연도 | 제목                      | 역할          | 감독     | 비고                 | 일본판 성우진 |
| ---- | ------------------------- | ------------- | -------- | -------------------- | ------------- |
| 2004 | 《하류인생》              | 임시검문 경찰 | 임권택   | 단역                 |               |
| 2006 | 《내 청춘에게 고함》      | 임석우        | 김영남   |                      |               |
| 2006 | 《후회하지 않아》         | 송재민        | 이송희일 |                      |               |
| 2008 | 《강철중: 공공의 적 1-1》 | 박문수        | 강우석   |                      |               |
| 2008 | 《모던 보이》             | 히다카 신스케 | 정지우   |                      |               |
| 2008 | 《미인도》                | 강무          | 전윤수   |                      |               |
| 2009 | 《핸드폰》                | 장윤호        | 김한민   | 특별출연             |               |
| 2010 | 《폭풍전야》              | 임수인        | 조창호   |                      |               |
| 2013 | 《헬로, 엄마》            | 감독          | 김남길   | 단편영화             |               |
| 2014 | 《해적: 바다로 간 산적》  | 장사정        | 이석훈   |                      |               |
| 2014 | 《누구에게나 찬란한》     | 내레이션      | 임유철   | 다큐멘터리 영화      |               |
| 2014 | 《앙상블》                | 제작          | 이종필   | 다큐멘터리 영화      |               |
| 2015 | 《무뢰한》                | 정재곤/이영준 | 오승욱   |                      |               |
| 2015 | 《도리화가》              | 흥선대원군    | 이종필   | 특별출연             |               |
| 2016 | 《판도라》                | 강재혁        | 박정우   |                      |               |
| 2017 | 《어느날》                | 이강수        | 이윤기   | 본작의 메인 남주인공 |               |
| 2017 | 《살인자의 기억법》       | 민태주        | 원신연   | 본작의 메인 남주인공 |               |
| 2019 | 《기묘한 가족》           | 박민걸        | 이민재   | 본작의 메인 남주인공 |               |
| 2020 | 《클로젯》                | 허경훈        | 김광빈   | 본작의 서브 남주인공 |               |
| 2020 | 《오케이! 마담》          | 긴장남        | 이철하   | 우정출연             |               |
| 2022 | 《비상선언》              | 현수          | 한재림   | 본작의 메인 남주인공 |               |
| 2022 | 《헌트》                  | 이재준        | 이정재   | 우정출연             |               |
| 2023 | 《보호자》                | 우진          | 정우성   | 본작의 서브 남주인공 |               |
| 2025 | 《브로큰》                | 강호령        | 김진황   |                      |               |

### 드라마
| 연도 | 채널                              | 제목                                               | 역할              | 비고                 | 일본판 성우진 |
| ---- | --------------------------------- | -------------------------------------------------- | ----------------- | -------------------- | ------------- |
| 2004 | MBC                               | 논스톱 4                                           | 현빈 친구         |                      |               |
| 2004 | MBC                               | 영웅시대                                           | 권태기 친구       |                      |               |
| 2004 | MBC                               | 단팥빵                                             | 홍혜잔 약혼자     |                      |               |
| 2004 | MBC                               | 빙점                                               | 병원 인턴         |                      |               |
| 2004 | MBC                               | 베스트극장 - 돈벼락                                | 자동차 세일즈 맨  |                      |               |
| 2004 | MBC                               | 베스트극장 - 타블로이드 朴 - Episode 1. J양의 진실 | 정수진 매니저     |                      |               |
| 2004 | MBC                               | 베스트극장 - 사랑, 비탈길에 서다                   | 만취남            |                      |               |
| 2004 | MBC                               | 베스트극장 - 강장수의 러브하우스                   | 용준              |                      |               |
| 2004 | MBC                               | 베스트극장 - 로맨스를 꿈꾸다                       | 손성진 친구       |                      |               |
| 2004 | MBC                               | 베스트극장 - 쨍하고 해뜰 날                        | 홍표              |                      |               |
| 2004 | MBC                               | 베스트극장 - 불량소녀                              | 경찰              |                      |               |
| 2005 | MBC                               | 베스트극장 - 스톡홀름 신드롬                       | 인터넷동호회 회원 |                      |               |
| 2005 | MBC                               | 베스트극장 - 내 인생의 네비게이터                  | 커플남            |                      |               |
| 2005 | MBC                               | 일일드라마 - 굳세어라 금순아                       | 노정완(†)         | 특별출연             |               |
| 2005 | MBC                               | 떨리는 가슴                                        | 경찰              |                      |               |
| 2005 | MBC                               | 제5공화국                                          | 박지만            |                      |               |
| 2005 | MBC                               | 내 이름은 김삼순                                   | 김병태            |                      |               |
| 2006 | KBS2                              | 굿바이 솔로                                        | 유지안            |                      |               |
| 2006 | SBS                               | 연인                                               | 태산              |                      |               |
| 2007 | SBS                               | 연인                                               | 태산              |                      |               |
| KBS2 | 꽃피는 봄이 오면                  | 김준기                                             |                   |                      |               |
| KBS2 | 우리를 행복하게 하는 몇 가지 질문 | 임석주                                             |                   |                      |               |
| 2009 | MBC                               | 선덕여왕                                           | 비담              |                      |               |
| 2010 | MBC                               | 개인의 취향                                        | 커피숍 손님       | 특별출연             |               |
| 2010 | SBS                               | 나쁜 남자                                          | 심건욱            |                      |               |
| 2013 | KBS2                              | 상어                                               | 한이수(김준)      |                      |               |
| 2017 | tvN                               | 명불허전                                           | 허임 / 허봉탁     |                      |               |
| 2019 | SBS                               | 열혈사제                                           | 김해일            | 본작의 메인 남주인공 |               |
| 2021 | SBS                               | 원 더 우먼                                         | 성당 신부         | 1회 특별출연         |               |
| 2022 | SBS                               | 악의 마음을 읽는 자들                              | 송하영            | 메인 남주인공        |               |
| 2022 | TVING                             | 아일랜드                                           | 반                | 메인 남주인공        |               |
| 2023 | Netflix                           | 도적: 칼의 소리                                    | 이윤              |                      |               |
| 2024 | SBS                               | 열혈사제 Part Ⅱ                                    | 김해일            | 본작의 메인 남주인공 |               |
| 2025 | Netflix                           | 트리거                                             | 이도              |                      |               |

### 연극
- 2000년 《한 여름 밤의 꿈》
- 2003년 《박무근 일가》

## 연기 외 활동

### 텔레비전 프로그램
- MBC 《세계와 나 W》 - 〈사랑의 힘〉 (220회)
- MBC 《황금어장 - 무릎팍도사》 (190회)
- JTBC 《비정상회담》 (128회)
- tvN 《인생술집》 (18회)
- KBS2 《연예가중계》 - (라이브 초대석, 2019년 5월 3일, 1760회)
- SBS 《우리는 열혈 사이다》
- tvN 《시베리아 선발대》 - 고정 출연
- tvN 《김현정의 쎈터뷰》 - 게스트 출연
- SBS 《집사부일체》 - 게스트 출연
- tvN  《바닷길 선발대》 - 고정 출연
- tvN 《유 퀴즈 온 더 블럭》 - 게스트 출연
- SBS 《틈만나면,》- 게스트 출연

### 웹예능
- 유튜브 《나영석의 와글와글》 - 게스트 출연
- 유튜브 《집대성》- 게스트

### 내레이션
- MBC 특집 환경 다큐멘터리 《아마존의 눈물》
- MBC 《세계와 나 W》 - 〈아이티, 비극의 눈물〉 (220회)
- 2019년 SBS 다큐멘터리 《라이프 오브 사만다》

### 뮤직비디오
- 김장훈 〈선물〉
- 레이디 〈Attention〉
- M.street 〈Start〉
- 더 빨강 〈못잊어 못잊어〉
- J 〈열흘만〉

### 앨범
- 디지털 싱글 《사랑하면 안되니》(2010년 1월 8일 발매)
- 드라마 《야왕》 OST 《너는 모른다》(2013년 1월 14일 발매)
- 《Roman》(2013년 7월 10일 발매)

### 도서
- 《Into the Wild 김남길, 여행 그리고 기록》(김남길 화보집) 조남룡 저 (2010년 3월, 출판사: 더북컴퍼니)
- 《Way back to the road》 (김남길 화보집 DVD) (2013년 7월, 워너뮤직재팬)
- 《2022 김남길 시즌 그리팅》 김남길 저 (2021년 12월, 출판사: 길스토리)

### 광고
- 2021년 기아 K9
- 2015년 에프엘모바일코리아 '대륙' [모바일게임]
- 2013년 오프로드 [아웃도어 의류, 물품]
- 2010년 LG생활건강 오휘 하이드라 포뮬라
- 2010년 웅진식품 할리스 커피온바바
- 2010년 더 클래스 (의류)
- 2010년 애드호크 (의류)
- 2010년 하이트진로
- 2010년 신한카드
- 2010년 LG생활건강 오휘 포맨
- 2009년 삼성전자 애니콜 햅틱착
- 2005년 한남대학교

## 수상 및 후보
| 연도 | 시상식                                 | 부문                                         | 작품                  | 결과 |
| ---- | -------------------------------------- | -------------------------------------------- | --------------------- | ---- |
| 2008 | 제29회 청룡영화상                      | 신인남우상                                   | 강철중: 공공의 적 1-1 | 후보 |
| 2009 | 제46회 대종상                          | 신인남우상                                   | 모던 보이             | 후보 |
| 2009 | 제46회 대종상                          | 남우조연상                                   | 모던 보이             | 후보 |
| 2009 | 제17회 대한민국문화연예대상            | 영화부문 남자 신인연기상                     | 미인도                | 수상 |
| 2009 | 제2회 스타일 아이콘 어워즈             | 뉴아이콘 TV부문                              | 선덕여왕              | 수상 |
| 2009 | MBC 연기대상                           | 남자 신인연기상                              | 선덕여왕              | 후보 |
| 2009 | MBC 연기대상                           | 남자 우수연기상                              | 선덕여왕              | 수상 |
| 2009 | MBC 연기대상                           | 베스트 커플상 (with 이요원)                  | 선덕여왕              | 수상 |
| 2010 | 제46회 백상예술대상                    | TV부문 남자 신인연기상                       | 선덕여왕              | 수상 |
| 2010 | 제8회 서울특별시 복지상                | 서울특별시장상                               | 빈칸                  | 수상 |
| 2010 | 한·일·몽국제협력봉사단 공로패 증정식   | 공로패                                       | 빈칸                  | 수상 |
| 2010 | SBS 연기대상                           | 드라마스페셜부문 남자 최우수연기상           | 나쁜 남자             | 후보 |
| 2013 | KBS 연기대상                           | 대상                                         | 상어                  | 후보 |
| 2013 | KBS 연기대상                           | 남자 최우수연기상                            | 상어                  | 후보 |
| 2013 | KBS 연기대상                           | 미니시리즈부문 남자 우수연기상               | 상어                  | 후보 |
| 2013 | KBS 연기대상                           | 남자 네티즌상                                | 상어                  | 후보 |
| 2013 | KBS 연기대상                           | 베스트 커플상 (with 손예진)                  | 상어                  | 후보 |
| 2014 | 제8회 아시안 필름 어워드 스페셜 어워드 | 아시아 라이징스타상                          | 빈칸                  | 수상 |
| 2015 | 제24회 부일영화상                      | 남우주연상                                   | 무뢰한                | 후보 |
| 2019 | 제10회 대한민국 대중문화예술상         | 국무총리 표창                                | 빈칸                  | 수상 |
| 2019 | 제55회 백상예술대상                    | TV부문 남자 최우수연기상                     | 열혈사제              | 후보 |
| 2019 | SBS                                    | 특별상                                       | 열혈사제              | 수상 |
| 2019 | 제17회 2019 올해의 브랜드 대상         | 인물/문화 부문 - 올해의 남자배우             | 열혈사제              | 후보 |
| 2019 | 제14회 서울 드라마 어워즈              | 한류드라마 부문 남자 배우상                  | 열혈사제              | 수상 |
| 2019 | 제46회 한국방송대상                    | 연기자부문 개인상                            | 열혈사제              | 수상 |
| 2019 | 제1회 아시아콘텐츠어워즈               | 남자배우상                                   | 열혈사제              | 수상 |
| 2019 | 제32회 그리메상                        | 남자 최우수 연기자상                         | 열혈사제              | 수상 |
| 2019 | SBS 연기대상                           | 대상                                         | 열혈사제              | 수상 |
| 2019 | SBS 연기대상                           | 프로듀서상                                   | 열혈사제              | 후보 |
| 2019 | SBS 연기대상                           | 중편드라마부문 남자 최우수연기상             | 열혈사제              | 후보 |
| 2020 | 제32회 한국PD대상                      | 탤런트부문 출연자상                          | 열혈사제              | 수상 |
| 2022 | 제58회 백상예술대상                    | TV부문 남자 최우수연기상                     | 악의 마음을 읽는 자들 | 후보 |
| 2022 | 제1회 청룡 시리즈 어워즈               | 남우주연상                                   | 악의 마음을 읽는 자들 | 후보 |
| 2022 | 제8회 아시아태평양 스타 어워즈         | 미니시리즈부문 남자 최우수연기상             | 악의 마음을 읽는 자들 | 후보 |
| 2022 | 제17회 서울 드라마 어워즈              | 남자연기자상                                 | 악의 마음을 읽는 자들 | 후보 |
| 2022 | 제13회 코리아드라마어워즈              | 연기대상                                     | 악의 마음을 읽는 자들 | 후보 |
| 2022 | SBS                                    | 특별상                                       | 악의 마음을 읽는 자들 | 수상 |
| 2022 | SBS 연기대상                           | 대상                                         | 악의 마음을 읽는 자들 | 수상 |
| 2022 | SBS 연기대상                           | 미니시리즈 장르·판타지부문 남자 최우수연기상 | 악의 마음을 읽는 자들 | 후보 |
| 2023 | 2023 브랜드 고객충성도 대상            | 남자배우 OTT 부문                            | 아일랜드              | 수상 |
| 2023 | 2023 생명존중대상                      | 문화예술 인물 부문                           | 빈칸                  | 수상 |
| 2024 | SBS 연기대상                           | 대상                                         | 열혈사제 Part Ⅱ       | 후보 |
| 2024 | SBS 연기대상                           | 시즌제드라마부문 남자 최우수연기상           | 열혈사제 Part Ⅱ       | 수상 |
| 2024 | SBS 연기대상                           | 베스트 커플상 (with 김성균)                  | 열혈사제 Part Ⅱ       | 후보 |

## 이야깃 거리
만화/애니메이션
- 김남길은 성우 같은 맑은 목소리를 가지고 있다. 실제로도 만화를 좋아하고 성우 관련된 영상들을 본다고 한다. 만화 아일랜드 원작으로 한 티빙 드라마에 출연한 바 있고. 투니버스 언급도 많이 나온다. 김남길은 슬램덩크 (만화) 만화도 좋아한다. 웃음 소리가 액션가면 웃음소리와 비슷하다. 아직 캐릭터 더빙 한 작품은 없다. 성우 김남길을 기다리는 팬들도 많다고 한다.